# Tyche

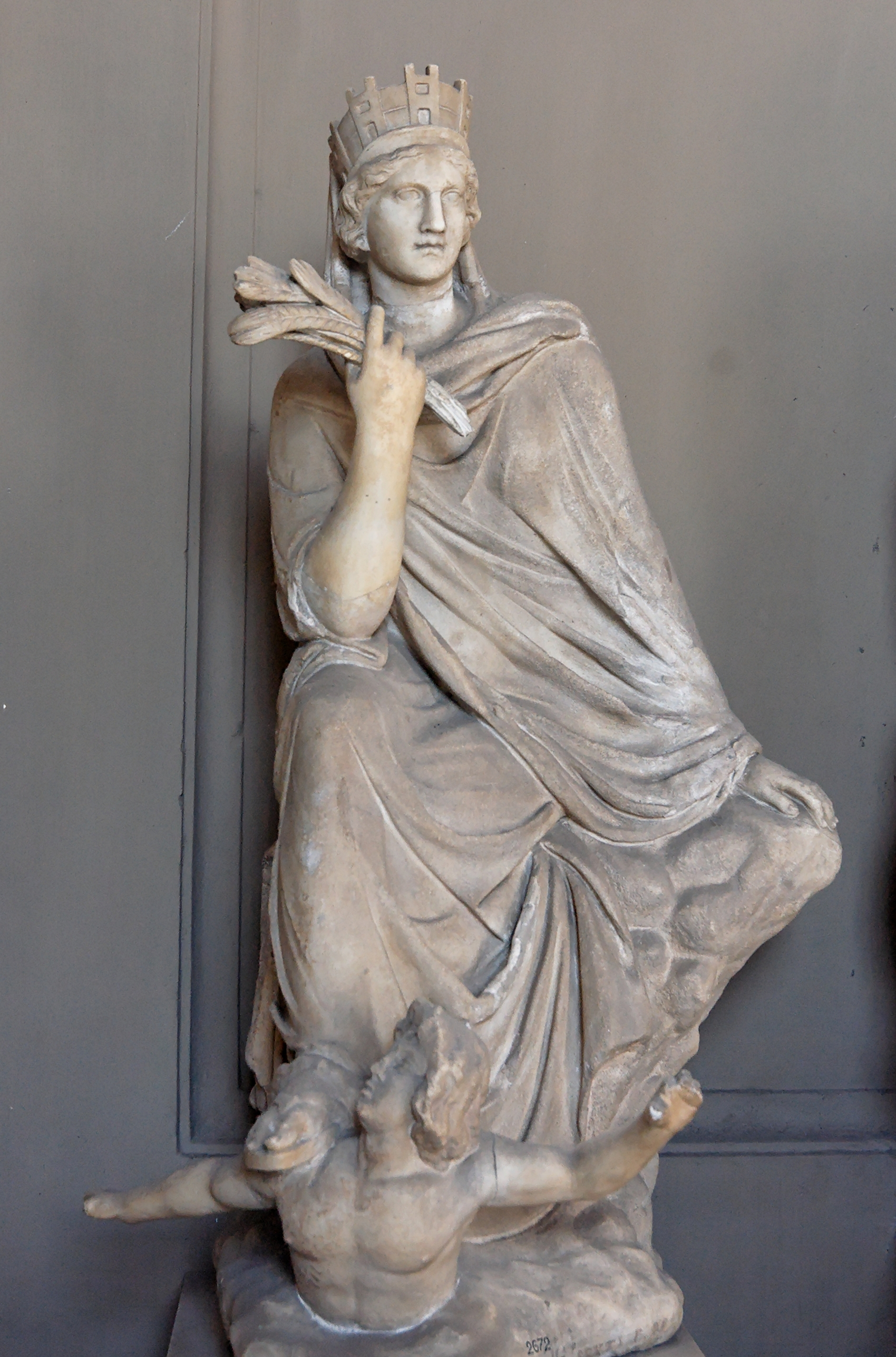
Tyche med flodguden Orontes vid fötterna samt stadsmurskrona. Romersk kopia efter en grekisk bronsstaty av Tyche (Eutychide), daterad till 300 år f. Kr.

Tyche (grekiska Tyʹchē) är i den grekiska mytologin slumpens och i huvudsak den goda lyckans gudinna. Till sin natur är hon närbesläktad med moirerna, ödets gudinnor. Hon var också sammanflätad med den goda anden Agathos Daimon och med Nemesis. Hos den grekiske skalden Hesiodos nämns hon bland Okeanos och Tethys många döttrar och enligt andra är hon dotter till Zeus. Av den bildande konsten brukar Tyche framställas ofta bevingad, med en krona på huvudet och i handen hållande ett ymnighetshorn och en spira, men även med ögonbindel och symboler för risk och lyckans ostäkerhet. Hon motsvaras i den romerska mytologin av Fortuna. I Argos finns ett tempel till Tyche där sagohjälten Palamedes sägs ha tillägnat henne tärningsspelet som han uppfunnit.
Under hellenistisk tid betraktades Tyche som skyddsgestalt för staden Antiochia vid Orontes, och avbildades därfer med flodguden Orontes vid sina fötter och stadsmuren som krona.